# 晋冀鲁豫边区临时参议会旧址
晋冀鲁豫边区临时参议会旧址，位于中华人民共和国山西省晋中市左权县桐峪镇桐滩村，已列为山西省文物保护单位。

## 保护
2016年6月6日，晋冀鲁豫边区临时参议会旧址由山西省人民政府公布为第五批山西省文物保护单位，编号5-143。